# Jeanne Hachette
Jeanne Laisné (nascuda el 1454?), filla de Jean Laisné i adoptada per una senyora de cognom Fourquet, era una heroïna francesa amb el sobrenom de Jeanne Hachette, figura emblemàtica de la resistència francesa contra Carles el Temerari, duc de Borgonya.
És coneguda pel seu heroic acte del 27 de juny de 1472, quan va impedir la captura de Beauvais per les tropes del Temerari. Només hi havia uns tres-cents homes a la defensa de la ciutat al comandament de Louis de Balagny i va ser envoltada per uns 80.000 soldats.
Els borgonyons intentaven l'assalt quan un d'ells va reeixir col·locar la bandera als merlets; llavors, Jeanne es va llançar damunt, el va llençar a la fossa i va arrencar la bandera, cosa que va animar el coratge de la guarnició i de la població local que va repel·lir l'assalt amb pedres i oli bullent. L'avenç dels borgonyons per França es va aturar.
En gratitud per aquest acte heroic, Lluís XI va instituir una desfilada a Beauvais anomenada la Processó de l'Assalt, va casar Jeanne Laisné amb el seu promès, Colin Pilon, i els va concedir prebendes diverses. La desfilada té lloc l'últim cap de setmana de juny, i les dones precedeixen els homes, tots vestits d'època. Al mig de la plaça major de la ciutat s'aixeca un monument en honor seu.
L'actuació de Jeanne Hachette s'ha equiparat amb les de Joana d'Arc, encara que l'heroïna d'Orleans ha passat a la història com un dels grans personatges de la història francesa. No obstant això, al segle xix es van posar en dubte les gestes i fins i tot l'existència del personatge. L'erudit Paulin Paris nega fins i tot l'existència de Jeanne Hachette, perquè el seu nom no s'esmenta per cap autor del segle xv, i només apareix a Histoire de Navarre d'André Favin, publicada el 1612.
La seva memòria es va revifar el 1920, quan es va canonitzar Joana d'Arc, perquè Jeanne Hachette va passar a ser l'equivalent laic de la santa catòlica.
El fet va ser recreat en la pel·lícula francesa Le Miracle des loups (1924) de Raymond Bernard.